# Natalia Shibayeva
Natalia Shibayeva (Járkov, Ucrania, Unión Soviética, 28 de julio de 1968) es una nadadora soviética retirada especializada en pruebas de estilo espalda, donde consiguió ser medallista de bronce mundial en 1986 en los 100 metros estilo espalda.

## Carrera deportiva
En el Campeonato Mundial de Natación de 1986 celebrado en Madrid (España), ganó la medalla de bronce en los 100 metros estilo espalda, con un tiempo de 1:02.25 segundos, tras la estadounidense Betsy Mitchell  (oro con 1:01.74 segundos) y la alemana Kathrin Zimmermann  (plata con 1:02.17 segundos).